# Slavitza Jovan
Slavitza Jovan (* 28. Dezember 1954) ist eine serbische Schauspielerin und ehemaliges Model. Bekanntheit erlangte sie 1984 in der Rolle von Gozer im Film Ghostbusters – Die Geisterjäger; im englischen Original wurde sie von Paddi Edwards nachsynchronisiert.

## Filmografie (Auswahl)
- 1980: Skag (Fernsehserie, eine Folge)
- 1984: Ghostbusters – Die Geisterjäger (Ghostbusters)
- 1984: Der Tod kommt zweimal (Body Double)
- 1988: Tapeheads – Verrückt auf Video (Tapeheads)
- 1990: The Judas Project
- 1991: Chicago Soul (Gabriel's Fire, Fernsehserie, eine Folge)
- 1993: Die Verschwörer (Dark Justice, Fernsehserie, eine Folge)
- 1997: Stir
- 1999: Haunted Hill (House on Haunted Hill)
- 2015: Knight of Cups